# Décadrage

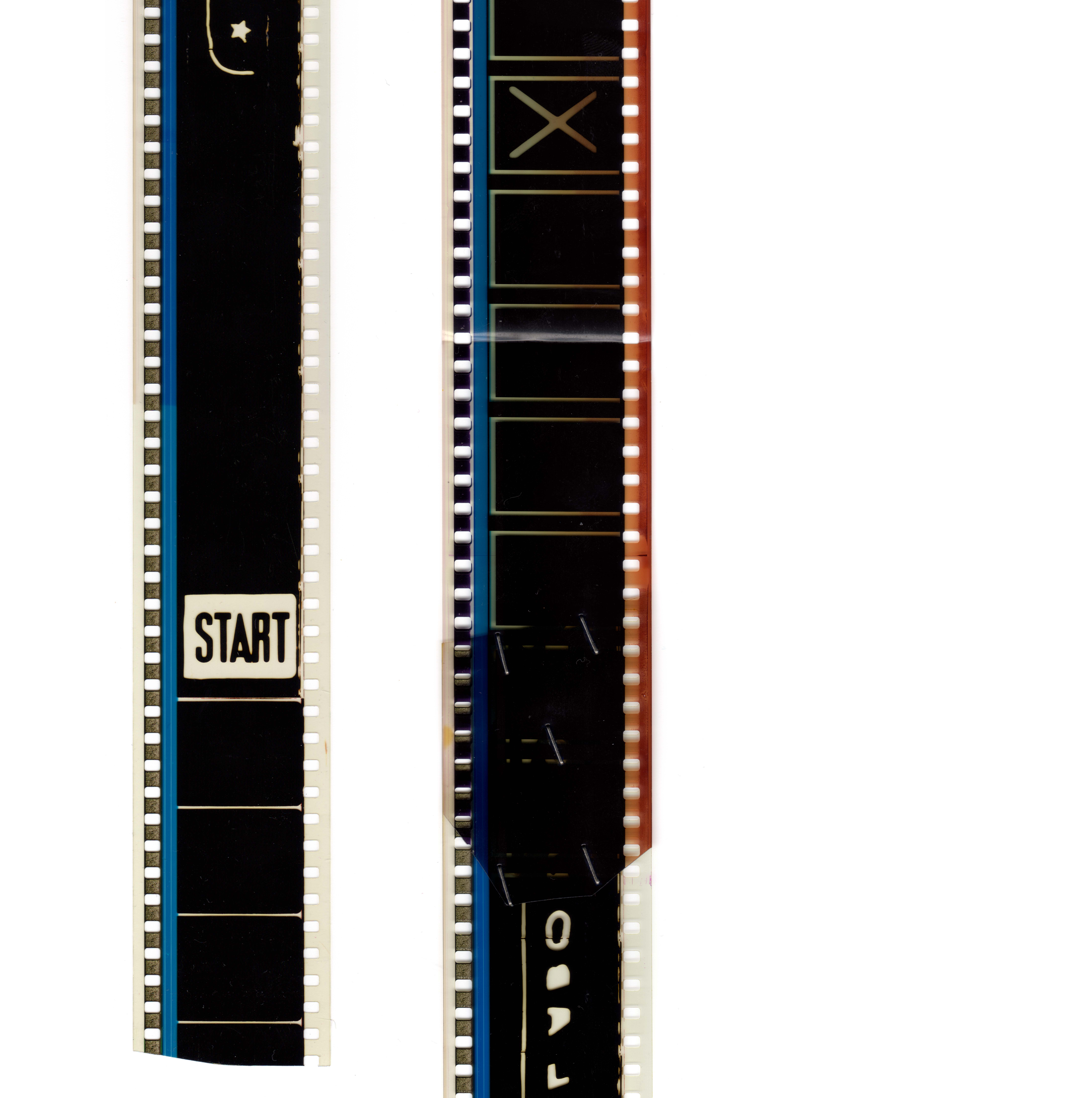
Amorces de projection avec le start ou la croix.

Dans le cinéma argentique, un décadrage est un incident pouvant avoir lieu au cours d'une projection de film en 35 ou 70 mm. En effet, ces formats de film sont dotés sur chaque bord respectivement de 4 perforations et de 5 perforations sur la hauteur de chaque photogramme. Lorsqu'il charge l’appareil de projection, le projectionniste doit veiller, avant de refermer le couloir avec le presseur, à caller la pellicule au niveau de la fenêtre découpée dans le couloir de projection, sur un repère (image barrée ou « start ») indiqué sur l’amorce qui précède le film proprement dit. Avant le couloir où le film se déplace par intermittence à raison de 24 fois par seconde, et après, le projectionniste forme les deux boucles de Latham qui séparent cette partie de déplacement par saccades, de la partie où le film se déroule en continu. En les formant, il doit veiller à ne pas faire glisser la pellicule dans le couloir. S’il le fait, par négligence ou par incident, le film ne sera plus calé sur une image entière, mais sera calé à cheval sur deux photogrammes. Dès le démarrage de la projection, l’image projetée sur l’écran montrera le bas d’un photogramme et le haut du photogramme précédent, ou une partie d’un photogramme et la barre noire de séparation des photogrammes. Il y a alors « décadrage ». 
L’incident peut aussi se produire à cause d’une ou plusieurs perforations endommagées ou incluses dans une vieille collure rendue fragile. Le film glisse sur les débiteurs dentés et les boucles de Latham, sollicitées par l’incident, repositionnent mal les photogrammes en se reformant hors contrôle.

## Suppression d'un décadrage
On remédie à un décadrage en actionnant une molette qui hausse ou descend imperceptiblement le mécanisme même (ce que les projectionnistes nomment le « chrono ») par rapport au bloc optique et à la lampe à arc. On peut utilement repérer à quel endroit s’est produit le décadrage en plaçant un petit morceau de papier entre les spires qui s'enroulent sur la bobine de réception, ce qui permet après la projection de cette bobine, d’effectuer une éventuelle réparation, une réparation qui fera tomber un ou deux photogrammes du film.
En format 16 mm et en format de cinéma d’amateurs, l’incident du décadrage existe aussi, bien que ces formats ne soient dotés que d’une seule perforation par hauteur de photogramme. La barre noire de séparation des photogrammes peut « mordre » sur l’image projetée, et un réglage est prévu par molette interposée pour remédier à ce léger décadrage.
Dans les cinémas multiplexes, il y a une caméra vidéo pour chaque salle qui permet de surveiller les écrans depuis une caisse ou d’une des cabines de projection, et de remédier à tout décadrage.